# Trofeu Ciutat de Brescia
El Trofeu Ciutat de Brescia és una competició ciclista d'un dia que es disputa a Brescia (Llombardia). La primera edició data del 1997 i formà part del calendari de l'UCI Europa Tour, de 2005 a 2010.

## Palmarès
| Any       | Vencedor                | Segon             | Tercer               |
| --------- | ----------------------- | ----------------- | -------------------- |
| 1997      | Gerrit Glomser          |                   |                      |
| 1998      | Francesco Pasquini      |                   |                      |
| 1999      | Luca Paolini            |                   |                      |
| 2000      | Antonio Salomone        |                   |                      |
| 2001      | Markus Knopfle          |                   |                      |
| 2002      | Simone Lo Vano          | Federico Berta    | Alessandro Del Sarto |
| 2003      | Roberto Savoldi         | Mark Renshaw      | Claudio Corioni      |
| 2004      | Claudio Corioni         | Aristide Ratti    | Denis Shkarpeta      |
| 2005      | Matteo Bono             | Alejandro Borrajo | Francesco Reda       |
| 2006      | Roberto Ferrari         | Matthew Goss      | Roberto Longo        |
| 2007      | Luca Gasparini          | Fabio Donesana    | Cesare Benedetti     |
| 2008      | Giuseppe De Maria       | Giovanni Carini   | Bostjan Rezman       |
| 2009      | Andrea Palini           | Andrea Pasqualon  | Mirko Battaglini     |
| 2010      | Manuele Boaro           | Elia Favilli      | Federico Rocchetti   |
| 2011      | Enrico Battaglin        | Moreno Moser      | Nicola Boem          |
| 2012      | Davide Villella         | Nicola Ruffon     | Thomas Fiumana       |
| 2013      | Ivan Balykin            | Michele Simoni    | Nicola Ruffoni       |
| 2014      | Marco Tizza             | Gianluca Milani   | Andrea Toniatti      |
| 2015      | Gian Marco Di Francesco | Mirco Maestri     | Marco Tizza          |
| 2016      | Alessandro Bresciani    | Nicola Gaffurini  | Matteo Moschetti     |
| 2017      | Nikolai Shumov          | Nicolò Rocchi     | Filippo Tagliani     |
| 2018      | Filippo Rocchetti       | Nicola Gaffurini  | Simone Ravanelli     |
| 2019      | Daniel Smarzaro         | Luca Mozzato      | Andrea Toniatti      |
| 2020-2021 | anul·lat                | anul·lat          | anul·lat             |
| 2022      | Riccardo Verza          | Lorenzo Quaturcci | Francesco Di Felice  |
| 2023      | Federico Guzzo          | Matteo Zurlo      | Edoardo Zamperini    |
| 2024      | Manuel Oioli            | Andrii Ponomar    | Federico Guzzo       |
| 2025      | Giovanni Bortoluzzi     | Alexandre Balmer  | Riccardo Lorello     |